# ヴェリ・ガスモフ
ヴェリ・アイドゥン・オール・ガスモフ（Vəli Aydın oğlu Qasımov, 1968年10月4日- ）は、アゼルバイジャン・ギャンジャ出身の元サッカー選手、サッカー指導者。現役時代のポジションはFW。

## 経歴
1968年にアゼルバイジャン・ソビエト社会主義共和国（現アゼルバイジャン）のギャンジャで生まれた。FCオリンピック・ハルキウ、FCメタリスト・ハルキウなどでプレーし、1987年にネフチ・バクーに移籍をした。ネフチでは3年目から芽が出始め、ソビエト連邦崩壊後の1992年にはロシアの名門FCスパルタク・モスクワへ移籍した。スパルタクでは6試合に出場して無得点と結果を出せないまま、同年にFCディナモ・モスクワへ移籍をした。移籍後はゴールを量産。シーズン終了するまでに16得点を挙げ、ロシアリーグに移行後初の得点王を獲得した。
1992年、ディナモでの活躍が認められてスペインのレアル・ベティスに移籍をしたが怪我もあり活躍できないまま1997年、ポルトガルのヴィトーリアFCへ移籍をした。
1999年、イモルタルDCへ移籍。2001年、そこで現役生活に別れを告げた。

## 代表
1985年、U-16ソビエト代表に招集され、U-16欧州選手権の決勝の舞台では3-0から1得点を挙げソビエトの優勝に貢献をした。
1994年、アゼルバイジャン代表に招集された。1994年から1998年までに計14試合に出場したが、無得点のままに終わった。

## 所属クラブ
- FCオリンピック・ハルキウ（英語版）1985
- FCメタリスト・ハルキウ 1985-1986
- ネフチ・バクー 1987-1991
- FCスパルタク・モスクワ 1992
- FCディナモ・モスクワ 1992
- レアル・ベティス 1992-1995
- アルバセテ・バロンピエ 1995-1996
- エシハ・バロンピエ 1996-1997
- ヴィトーリアFC 1997-1999
- イモルタルDC（ポルトガル語版）1999-2001

## 指導歴
- U-19アゼルバイジャン代表 2010-2012
- ネフチ・バクー 2016

## タイトル

### クラブ
FCスパルタク・モスクワ
- ロシア・プレミアリーグ：1 (1992)
- USSRカップ：1 (1991-92)

### 代表
ソ連代表
- U-16欧州選手権：1 (1985)

### 個人
- ロシアリーグ得点王：1 (1992)